# Thuốc điều trị bệnh gút
Thuốc điều trị bệnh gút giúp bệnh nhân giảm bớt đau đớn khi bị cơn gút cấp tấn công, giúp khoảng cách giữa các cơn gút dài ra, ngăn ngừa các cơn tấn công khác và tránh sự hình thành của sạn thận và khối u dưới da quanh khớp bị gút. Quá trình điều trị thành công có thể giúp làm giảm các khó chịu do triệu chứng gút gây ra cũng như giảm mức độ phá hủy về lâu dài ở những khớp xương bị gút. 

## Bệnh gút
Bệnh gút là do lắng đọng các tinh thể mononatri urat trong các màng hoạt dịch của khớp, các mô ở khớp và xung quanh khớp khi nồng độ acid uric trong huyết tương vượt quá 0,42 mmol/L (7 mg/100 ml) làm các khớp nhất là khớp ngón chân cái bị viêm, sưng, rất đau (gút cấp). Nếu gút cấp không được điều trị thường cũng dịu dần trong một vài ngày. Nhưng các cơn đau tái diễn nhiều lần và chuyển sang gút mạn. Tăng acid uric trong máu là do sản xuất urat quá mức hoặc do đào thải kém.

## Thuốc trị gút cấp
Gút cấp thường được điều trị bằng một thuốc chống viêm không steroid mạnh với liều cao như indometacin hoặc diclofenac. Ibuprofen tác dụng chống viêm yếu thường không phù hợp. Acid acetyl- salicylic và các muối salicylat khác cũng không phù hợp vì làm tăng nồng độ urat trong huyết tương. Paracetamol chỉ chống đau không chống viêm. Khi dùng thuốc chống viêm không steroid không đỡ hoặc có chống chỉ định, có thể thay thế bằng colchicin. Dùng colchicin bị hạn chế do gây độc ở liều cao. Thuốc không giữ nước và do đó có thể dùng cho người bị bệnh suy tim, hoặc người đang dùng thuốc chống đông.

### colchicin
Colchicin là alcaloid của cây colchicum antumnal. Bột vô định hình, vàng nhạt, không mùi. Được dùng từ thế kỷ 18, có tác dụng điều trị đặc hiệu cơn gút cấp tính, làm giảm đau và giảm viêm trong vòng 12 - 24 giờ đầu dùng thuốc, vì thế còn được dùng làm test chẩn đoán. Colchicin không có tác dụng giảm đau và chống viêm khớp khác.
Colchicin có tác dụng chống viêm tương đối đặc hiệu đối với bệnh gút do làm giảm di chuyển bạch cầu, ức chế thực bào các tinh thể urat và làm giảm sản xuất ra acid lactic nên làm giảm lắng đọng tinh thể urat vào các mô khớp. Thuốc không có tác dụng đào thải acid uric.

## Thuốc trị gút mạn
Ở giai đoạn muộn hơn của bệnh gút, có thể xuất hiện những u, cục gọi là hạt tophi (tiếng Anh là topus) xung quanh khớp, có nguy cơ gây biến dạng khớp và có thể dẫn đến tàn phế. Gút mạn có thể điều trị bằng alopurinol, để ức chế sản xuất acid uric, hoặc bằng các thuốc tăng cường bài tiết acid uric qua nước tiểu như benzbromaron, probenecid hoặc sulphinpyrazon.

### Allopurinol
Acid uric là sản phẩm chuyển hoá của purin. Các purin được chuyển thành hypoxanthin và xanthin rồi bị oxyhoá nhờ xúc tác của xanthin oxydase thành acid uric. Allopurinol là chất ức chế mạnh xanthin oxydase nên làm giảm sinh tổng hợp acid uric, giảm nồng độ acid uric máu và nước tiểu. Allopurinol còn ngăn ngừa được sự tạo sỏi acid uric trong thận.